# Garos (peuple)
Pour les articles homonymes, voir Garo.
Les Garos forment un groupe ethnique habitant en Inde, largement dans l'État de Meghalaya, et au Bangladesh:
- dans les États du Meghalaya (notamment dans les districts des monts Garo), l'Assam, le Bengale occidental, le Nagaland,le Tripura, où ils sont au nombre de 6 000 habitants.
- le Bangladesh où ils sont 200 000 habitants dans les régions bordant l’Inde[1].

Au Bangladesh, les Garos sont appelés  « Tripura », nom d'un État de l'Inde. Au terme de l'accord de paix du 2 décembre 1997 qui a mis fin à plus de 20 années de conflit entre le gouvernement et les populations autochtones des Chittagong Hill Tracts, les Tripura seront représentés au "Chittagong Hill Tracts Regional Council" qui sera chargé de l'administration des 3 districts constituant la région.
Traditionnellement, les Garos parlent la langue garo. S'ils sont aujourd'hui majoritairement chrétiens, une grande partie des Garos restent animistes, de même que la pratique chrétienne des Garos chrétiens est imprégnée de pratiques animistes. Il y a aussi une minorité de Garos musulmans, surtout présents au Bangladesh, mais qui aussi, pratiquent un Islam teinté de pratiques animistes. 
C'est une société matrilinéaire.

### Sources et bibliographie
- Notices d'autorité :   - BnF (données)
  - LCCN
  - Japon
  - Israël
- (en) Parimal Chandra Kar, Garos in Transition, Cosmo Publications, 1982, 304 p.  (ISBN 978-8170201816)
- (en) L. S. Gassah, Garo Hills : Land and the People, Omsons publ., Gauhati, 1984, 252 p.  (ISBN 978-8171170036)
- (en) Chie Nakane, Garo and Khasi, A Comparative Study in Matrilineal System, École des hautes études en sciences sociales, 1968, 187 p.  (ISBN 978-2713201882)
- (en) Aglaja Stirn, Peter van Ham, The Seven Sisters of India : Tribal Worlds Between Tibet and Burma, Prestel Publishing, 2000,  (ISBN 978-3791323992)
- Timour Claquin Chambugong, Les Garo Songsarek du Meghalaya en Inde, Hazan, 2014, 136 p.  (ISBN 978-2754107426)